# کیش‌سکی
کیش‌سِکِی (به مجاری:  Kisszékely) یک شهرداری در مجارستان است که در ناحیه تاماشی واقع شده‌است. کیش‌سِکِی ۲۸٫۳ کیلومتر مربع مساحت و ۳۰۷ نفر جمعیت دارد.